# Batuan (Batuan)
Batuan is een bestuurslaag in het regentschap Sumenep van de provincie Oost-Java, Indonesië. Batuan telt 4374 inwoners (volkstelling 2010).